# Heubach (Degernbach)
Der Heubach ist ein Bach auf dem Gebiet der Stadt Bogen im niederbayrischen Landkreis Straubing-Bogen, der nach einem ungefähr südsüdöstlichen Lauf von etwas über zwei Kilometern beim Stadtteil Degernbach von rechts in den Degernbach mündet.

## Geographie

### Verlauf
Der Heubach hat zwei Quellbäche, beide mit einer Länge zwischen 700 und 800 Metern und einem Teileinzugsgebiet von etwas über 0,4 km².
Der etwas einzugsgebietsreichere linke Hauptstrangast beginnt seinen Lauf auf etwa 379 m ü. NN in einer Waldmulde zwischen den Einöden Gottesberg und Osterberg etwa 150 Meter nordöstlich der Querung des Verbindungsweges der beiden Einöden. Vor hier an zieht er in geschlungenem Lauf südwärts, schon vor dessen Hälfte nur noch von einer Baumgalerie begleitet. Danach liegen auf etwa 350 m ü. NN zwei winzige Teiche links am Ufer, von derselben Seite fällt gleich darauf der kurze Abfluss einer Quelle auf selber Höhe in einer baumerfüllten Nebenmulde zu. Eine Feldbreite weiter vereint er sich etwa 200 Meter nördlich des Ortsrandes von Rankam mit seinem rechten Nachbarn.
Der rechte Nebenstrangast entsteht noch etwas aufwärts des nördlichsten Hofs des verstreuten Weilers Rainsfurt auf etwa 357 m ü. NN  ebenfalls in einer Waldmulde, die aber südwestlich von Osterberg liegt. Auf Südkurs tritt er sogleich aus dem Wald und, forthin wenig gewunden, wendet er sich dann zwischen den anderen Gehöften des Weilers nach Südosten. Seinen Lauf begleitet ein halbes Dutzend von Weihern, erst an seinem Unterlauf stehen am Ufer wieder Bäume. Zuletzt fließt er nach kurzer verdolter Strecke mit dem Hauptstranglauf zusammen.

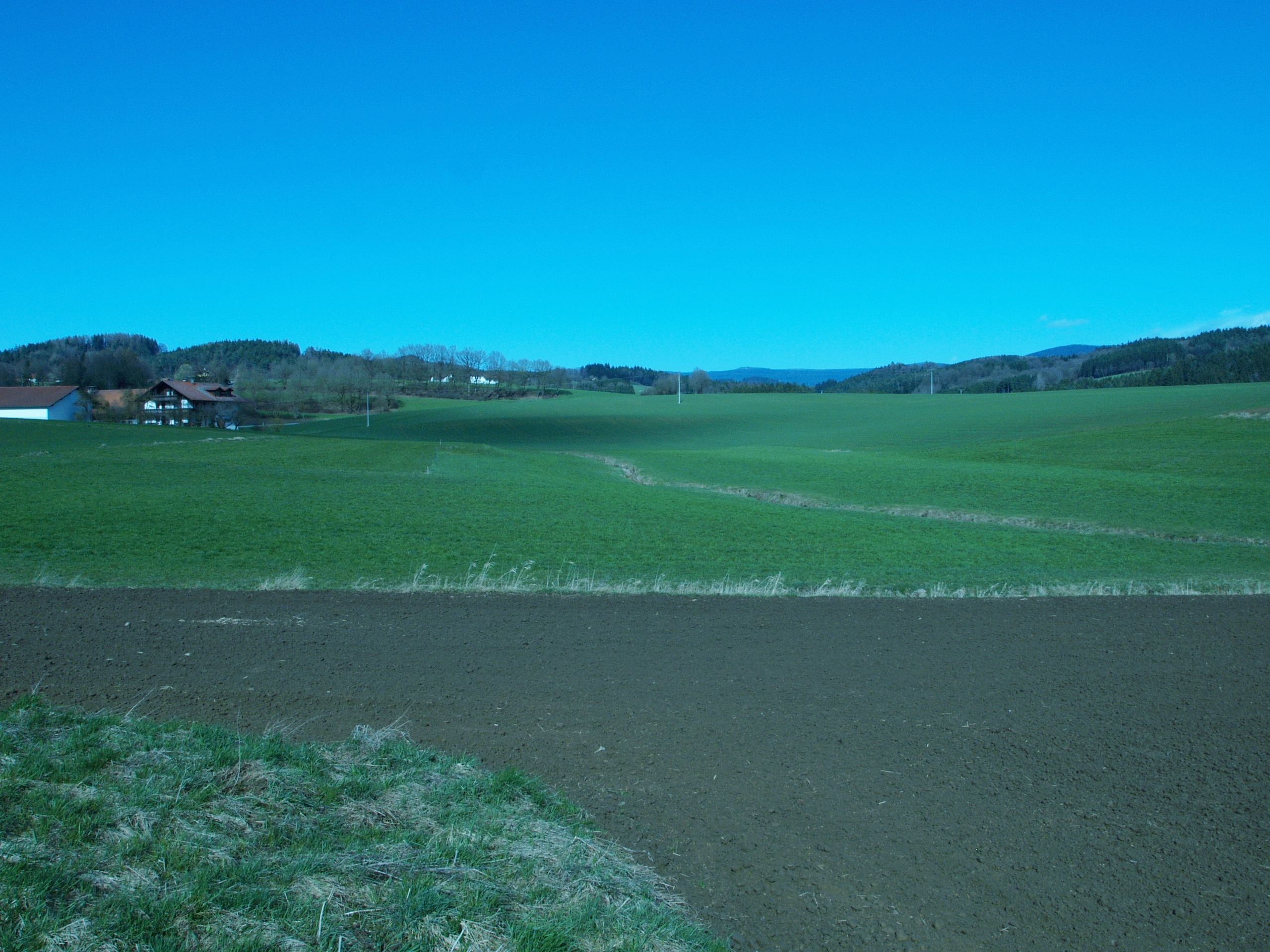
Senke des Heubach südlich von Rankam

Der Namenslauf des Heubachs ab dem Zusammenfluss zieht südsüdostwärts auf Rankam zu, schon bald ohne Baum am Ufer, und passiert den größten Teil des Weilers im Osten. Nach knapp 200 Metern verdolter Strecke unter einem Feld hindurch schwenkt er allmählich auf Ostsüdostlauf, den er vor einer Hofgruppe nördlich der A 3 erreicht. Auf diesem Abschnitt steht wieder vereinzelt Gesträuch am Ufer. Am Rande der Kreisstraße 29 vom nahen Degernbach im Osten her knickt er für seine letzten 150 Meter nach Süden ab. An der Nordseite der A 3 fließt er dann neben zwei Teichen im Mündungswinkel  von zusammen 0,2 ha Fläche auf etwa 325 m ü. NN von links in den Degernbach.

## Einzugsgebiet
Der Heubach ist auf seinem Hauptstrang 2,3 km lang, auf denen er etwa 54 Meter Gefälle hat, sein mittleres Sohlgefälle liegt somit bei etwa 23 ‰.
Sein Einzugsgebiet umfasst 1,9 km² am Südabfall des Bayerischen Waldes zum Donautal. Es erstreckt sich in Nord-Süd-Richtung etwa 2,2 km weit und hat eine recht konstante Breite um 0,8 km. Der Heubach fließt in ihm etwa in der Mitte. Es grenzt im Norden an das Entwässerungsgebiet des Bogenbach-Zuflusses Dummbach, im Osten an das des Waidbachs, der wenig oberhalb ebenfalls dem Degernbach zuläuft. Hinter der westlichen Wasserscheide fließt fast parallel zum Heubach der den Degernbach aufnehmende Bogenbach.
Auf weniger als ein Viertel des Einzugsgebietes steht Wald, fast ausschließlich an den steileren Talhängen im Norden, wo auch an der nördlichen Wasserscheide beim Weiler Netzstuhl von Windberg der mit 465 m ü. NN höchste Punkt liegt. Der nördliche Teil ist streubesiedelt, teils in Rodungsinseln, weiter im Süden konzentriert sich die Bevölkerung überwiegend auf das zentral gelegene Rankam mit seinem halben Dutzend aneinanderstehenden Höfen.

### BayernAtlas („BA“)
Amtliche Online-Gewässerkarte mit passendem Ausschnitt und den hier benutzten Layern: Lauf und Einzugsgebiet des Heubachs

Allgemeiner Einstieg ohne Voreinstellungen und Layer: BayernAtlas der Bayerischen Staatsregierung (Hinweise)
1. 1 2  Höhe abgefragt auf dem Hintergrundlayer Amtliche Karte (Rechtsklick).
2. ↑  Länge abgemessen auf dem Hintergrundlayer Amtliche Karte.
3. ↑  Einzugsgebiet abgemessen auf dem Hintergrundlayer Amtliche Karte.
4. ↑  Seefläche abgemessen auf dem Hintergrundlayer Amtliche Karte.

### Gewässerverzeichnis Bayern („GV“)
1. ↑  Länge nach: Verzeichnis der Bach- und Flussgebiete in Bayern – Flussgebiet Naab bis Isar, Seite 93 des Bayerischen Landesamtes für Umwelt, Stand 2016 (PDF; 2,8 MB) (Seitenzahl kann sich ändern)
2. ↑  Einzugsgebiet nach: Verzeichnis der Bach- und Flussgebiete in Bayern – Flussgebiet Naab bis Isar, Seite 93 des Bayerischen Landesamtes für Umwelt, Stand 2016 (PDF; 2,8 MB) (Seitenzahl kann sich ändern)

### Sonstige
1. ↑  Willi Czajka, Hans-Jürgen Klink: Geographische Landesaufnahme: Die naturräumlichen Einheiten auf Blatt 174 Straubing. Bundesanstalt für Landeskunde, Bad Godesberg 1967. → Online-Karte (PDF; 4,3 MB)
2. ↑  Bildnachweis des Quellorts bei Commons